# Тачка тројног пуцања
Тачка тројног пуцања (енгл. triple junction) је тачка на којој се спајају границе три тектонске плоче. У самој тачки, граница тектонских плоча имаће један од три могућа карактера - биће или средњоокеански гребен, или трог или трансформни расед. Тачке тројног пуцања могу се описати у складу са типовима граница тектонских плоча које се у тој тачки састају. Постоји много могућих типова тачака тројног пуцања, али само неколико од њих је стабилно у току времена (у овом контексту, стабилно значи да се геометријска конфигурација тачке не мења кроз време).

## Историја
Први научни рад који се бавио проблемом концепта тачке тројног пуцања, објављен је 1969. године. Термин се традиционално користио за опис споја три дивергентне границе или три средњоокеанска гребена. Ове три дивергентне границе у идеалном случају стоје под углом од 120 степени.
Према теорији тектонике плоча, у току пуцања континента, једна од три дивергентне границе се неће развити (авлакоген), а преостале две ће наставити ширење и формирати океан. Отварање јужног дела Атлантског океана започело је на југу Јужне Америке и Африке, на тачки тројног пуцања, која се сада налази у Гвинејском заливу, а од те тачке наставило се ка западу.

## Интерпретација
Карактеристике тачке тројног пуцања најбоље се могу разумети из чисто кинематског угла гледања, при чему се плоче сматрају ригидним телима која се крећу на површини Земље. У том случају нису потребна никаква знања о карактеристикама Земљине унутрашњости као ни о карактеристикама Земљине коре. Још једно поједностављење везано је за чињеницу да су кинематске карактеристике тачке тројног пуцања на равној површи исте као и на сферној површи.